# Emilio Carelli
Emilio Carelli (Crema, 21 maggio 1952) è un giornalista, autore televisivo e politico italiano. Dal 31 maggio 2024 è il direttore de L'Espresso.

## Biografia
In seguito alla maturità classica conseguita presso l'Istituto Salesiano S.Ambrogio di Milano nel 1971, consegue la laurea in Lettere moderne nel 1975 presso l'Università Cattolica del Sacro Cuore di Milano. Dal 1975 al 1978 è addetto alle pubbliche relazioni della Camera di Commercio Svizzera in Italia a Milano. Nel 1984 diventa giornalista professionista.  

## Televisione
Nel 1980 viene assunto presso la Fininvest come redattore ed inviato giornalistico di Canale 5. Nel stesso periodo è redattore di "Notizienotte" e di "Canale 5 News".
Nel 1986 si trasferisce a Roma come capo della redazione romana Fininvest. Dal 1986 al 1992 è l'autore ed in seguito conduce con Cesara Buonamici la rubrica settimanale di politica Parlamento in, trasmessa su Canale 5 e Rete 4. Nel 1989 è ideatore e autore di Ottanta non più Ottanta, programma in dieci puntate su Italia 1, dedicato agli avvenimenti e ai personaggi più rilevanti della cultura e della politica degli anni ottanta; il primo appuntamento è del 16 ottobre. Negli stessi anni è curatore di Italia Domanda, dibattito settimanale su argomenti di attualità e politica condotto da Gianni Letta in onda su Canale 5.
Fra il 1988 e il 1989 collabora a Dentro la notizia, primo tentativo di un programma quotidiano di informazione su una rete Fininvest, in onda su Rete 4
Nel 1990 realizza il programma Miti, mode e rock 'n' roll, andato in onda sempre su Italia 1, a partire dal 1º novembre dello stesso anno, in otto puntate ed incentrato sui miti e le mode dei giovani dagli anni cinquanta fino agli ottanta. Nel gennaio 1989 diventa Vicedirettore della testata Videonews. Nel 1991 diventa vicedirettore della testata giornalistica di Studio Aperto, e nel gennaio dell'anno seguente partecipa alla fondazione del TG5 come vicedirettore e conduttore dell'edizione delle 13.
Il 1º novembre 2000 lascia il TG5 per diventare vicedirettore vicario di TGcom, testata Mediaset che si occupa di Internet e Teletext  (sotto la direzione di Enrico Mentana), in seguito diventa direttore di TGcom sino al 15 giugno 2003.
Il 16 giugno 2003 fonda e diventa direttore responsabile del neonato Sky TG24, canale satellitare di Sky Italia il primo canale all news in Italia. Conduce fra l'altro approfondimenti tra cui "Unità di crisi: allarme clima" e "America 2008" dedicato alle elezioni americane. Sotto la sua direzione la squadra Sky TG24 porta avanti diverse istanze, fra le quali, prima, quella di un giornalismo indipendente dai condizionamenti della politica, poi, quella contro l'aumento dell'Iva per gli abbonati delle Pay Tv, e quella sul Ddl intercettazioni. Il Tg di Sky si caratterizza per il forte impegno sociale e politico, lanciando come prima TV in Italia i faccia a faccia TV tra i candidati premier e, in occasione dello tsunami e del terremoto dell'Aquila, coinvolgendo i telespettatori in iniziative di solidarietà.
Lascia la direzione della testata il 4 luglio 2011 a Sarah Varetto, e prepara un suo programma di politica per Sky TG 24 e in replica su Cielo, Rapporto Carelli in onda dal 30 novembre 2011 ogni martedì e mercoledì alle 20:35. Dal gennaio 2014 cura il programma "L'Incontro", un'intervista settimanale con un protagonista dell'attualità, in onda il sabato alle 21:35 e la domenica alle 16:35 su Sky TG 24.

## Giornali
Dal 7 giugno 2023 al 30 novembre dello stesso anno è direttore editoriale dell'edizione italiana del mensile Fortune; abbandona l'incarico per diventare amministratore delegato de L'Espresso Media S.p.A. mantenendo il ruolo dal 1º gennaio 2024 sino al 30 maggio per poi diventare direttore responsabile del settimanale L'Espresso.

## Incarichi
Dal 2002 al febbraio 2008 è docente di "Teoria e tecniche dell'informazione on line" presso la Facoltà di Lettere e Filosofia dell'Università Cattolica di Milano. Dal 2013 a febbraio 2017, inoltre, è stato Direttore del Master in Giornalismo digitale presso la Pontificia Università Lateranense.
Dal 2018 è vicepresidente della Fondazione Italia USA, della quale fa parte dal 2008.
Nel 2013 è fondatore Confindustria Radio TV, in cui ricopre il ruolo di Vice Presidente fino al 2016. Nel corso del suo incarico si impegna affinché la revisione della direttiva InfoSoc incrementi le restrizioni copyright sui siti web e aumenti i trasferimenti verso gli editori.
Nel 2014 diventa Presidente della Fondazione Gigi Ghirotti e mantiene l'incarico sino al marzo 2018, data in cui viene eletto alla Camera dei deputati.
Dal 2016 al 2018 ricopre l'incarico di direttore del master di giornalismo dell'Università LUMSA di Roma presso il quale è stato anche docente di Teorie e Tecniche del Giornalismo televisivo.
Dal 2023 al 31 gennaio 2024 è stato direttore della comunicazione dell'Università telematica internazionale "UniNettuno"
Dal 2023 è direttore del master in giornalismo crossmediale all'Università telematica internazionale "UniNettuno".

## Attività politica

### Deputato nei 5 Stelle
Nel gennaio 2018 viene resa nota la sua candidatura a sostegno del Movimento 5 Stelle alle imminenti elezioni politiche di marzo 2018.
Alle elezioni del 4 marzo si aggiudica il seggio alla Camera dei Deputati nel collegio uninominale di Roma-Fiumicino con il 39,49% dei consensi, battendo il rivale del centro-destra Domenico Menorello (fermo al 32,32%).. Dopo le elezioni entra a far parte della Commissione Esteri, ruolo che mantiene fino al 18 marzo 2021, quando diventa membro della Commissione cultura, scienza e istruzione. Dal 24 settembre 2019 è anche membro della Commissione bicamerale per l'indirizzo generale e la vigilanza dei servizi radiotelevisivi. Dal 17 ottobre 2018 è inoltre membro del Comitato per la comunicazione e informazione esterna della Camera dei Deputati.

### L'uscita dal M5S e l'idea di Centro-Popolari Italiani
Il 2 febbraio 2021 annuncia la sua uscita dal Movimento 5 Stelle con l'intenzione di proporsi come aggregatore di una nuova componente Centro - Popolari Italiani.

### Il progetto centrista
L'8 giugno dello stesso anno aderisce a Coraggio Italia di Luigi Brugnaro entrando nel relativo gruppo parlamentare. Da subito diventa vicepresidente del gruppo alla Camera e partecipa al vertice del centro-destra per la scelta dei candidati sindaci alle amministrative. Il 18 novembre dello stesso anno diventa coordinatore di Coraggio Italia per la città metropolitana di Roma.
In un'intervista rilasciata al quotidiano online Open, ha affermato di voler lavorare alla nascita di un nuovo polo centrista, definendo Giorgetti e Di Maio "interlocutori naturali" per questo progetto.
Il 12 luglio 2022, dopo un breve periodo nel misto a seguito dello scioglimento del gruppo di Coraggio Italia, aderisce a Insieme per il futuro, gruppo parlamentare nato da una scissione del M5S guidata da Luigi Di Maio.

## Vita privata
Il 5 dicembre 2015 sposa la collega giornalista Silvia Romana Mazzucco con la quale ha avuto due figli gemelli, Attilio e Giulia.

## Opere

### Libri
- Emilio Carelli, Giornali e giornalisti nella rete, Milano, Edizioni Apogeo, 2004, ISBN 88-79-23-32-62.
- Emilio Carelli con Giorgio Simonelli, Speciale TG. La messa è finita (Cap. L'informazione dei Canali All News), Novara, Interlinea, 2013, ISBN 88-82-12-82-37.
- Emilio Carelli, Apocalittici ed integrati. 50 anni dopo dove va la televisione, Catanzaro, Rubbettino, 2015, ISBN 88-49-84-47-78.

## Premi e riconoscimenti
- 2004 - Eutelsat TV Awards
- 2005 - Il giornale d'Argento (Premio Ischia Internazionale di Giornalismo)
- 2007 - GrandPrix (Premio Speciale TV di qualità al direttore di SkyTG24 Emilio Carelli)
- 2007 - Premio TV - Premio regia televisiva (Al direttore di SkyTG24 Emilio Carelli per il Miglior Telegiornale dell'anno)
- 2007 - Premio Agrumello
- 2007 - Eutelsat TV Awards
- 2008 - Premio Media Awards (Al direttore di SkyTG24 Emilio Carelli per il miglior canale satellitare tv)
- 2009 - Il Premiolino
- 2009 - Premio TV - Premio regia televisiva (Al direttore di SkyTG24 Emilio Carelli per il Miglior Telegiornale dell'anno)
- 2009 - Eutelsat TV Awards
- 2009 - Premio Saint-Vincent per il giornalismo
- 2009 - Premio Livio Zanetti
- 2010 - Premio internazionale dell'Adriatico
- 2010 - Premio Ischia internazionale di giornalismo (Giornalista dell'anno)
- 2011 - Premio Ginestra d'Oro
- 2011 - Premio Giornalistico "Roberto Ciuni"
- 2014 - Premio Città di L'Aquila